# ریوکی میکی
 ریوکی میکی (انگلیسی: Ryuki Miki؛ ۱۱ فوریهٔ ۱۹۰۴ – ۹ ژانویهٔ ۱۹۶۷) یک تنیس‌باز اهل ژاپن بود.